# Spongia fistulosa
Spongia fistulosa är en svampdjursart som beskrevs av Carl von Linné 1759. Spongia fistulosa ingår i släktet Spongia och familjen Spongiidae. Inga underarter finns listade i Catalogue of Life.